# Фиумичино
Фиумичино (на италиански: Fiumicino) e град и община в Централна Италия. Населението му е 79 630 жители (декември 2017 г.), а площта 211,44 km². Намира се на 1 m н.в. в часова зона UTC+1. Пощенският му код е 00054, а телефонният – 06. Фиумичино е град-спътник на Рим, където е разположено едноименното летище.